# Neuflize OBC
Pour les articles homonymes, voir Neuflize (homonymie).
Neuflize OBC est une banque française issue de la fusion de la Banque NSMD (Neuflize Schlumberger Mallet Demachy) et OBC (Odier Bungener et Courvoisier) en 2006. Elle est aujourd'hui filiale de la banque néerlandaise ABN AMRO, elle-même sous contrôle de l'État néerlandais. Ses origines remontent à 1667 pour Neuflize et 1785 pour OBC.

## Mission
La Banque Neuflize OBC se présente comme la banque des familles, des entrepreneurs, des familles d'entrepreneurs, des fondations et associations. Elle emploie environ un millier de collaborateurs répartis entre le siège parisien et dix centres de gestion patrimoniale en province.
La banque se revendique « banque responsable et mécène. » Elle offre des produits et services de mandats d'Investissement socialement responsable. Elle propose ses services à des acteurs du microcrédit comme Babyloan (premier site Internet français de microcrédit solidaire) ou encore l'ADIE (Association pour le droit à l'initiative économique). Son rôle en faveur des arts a été reconnu par le ministère de la Culture et de la Communication qui lui a décerné en 2009 le titre de grand mécène.

## Chronologie détaillée

### XVIIesiècle
Les fondateurs de Neuflize et OBC, Émilie Mallet et Jacqueline Mallet notamment, furent des précurseurs en contribuant à l'émergence d'œuvres sociales : la fondation à l'origine de l'œuvre des orphelins de Ménilmontant, la création des premières écoles maternelles pour la première ou encore la Fondation Mallet pour le handicap pour la seconde.
- 1667 - David André (1629-1692) crée la Maison de commerce et de banque André à Gênes.

### XVIIIesiècle
- 1713 - Isaac Mallet (1684 - 1779) de famille protestante originaire de Rouen, réfugiée à Genève, fonde la maison de banque Mallet, doyenne des banques privées françaises, à Paris.
- 1785 - Jonas Berthoud (1769- 1853) lance la Banque Berthoud père et fils qui deviendra Courvoisier et Cie.

### XIXesiècle
- 1800 - Création de la Banque de France. Guillaume Mallet, l'un de ses premiers régents, occupe le fauteuil de 1800 à 1826. C’est le début d'une dynastie élective : James, Alphonse puis Ernest Mallet lui succèderont jusqu'en 1936. D'autres familles historiques de Neuflize OBC compteront des régents : Alfred André, Jean & Jacques de Neuflize, Jacques Antoine dit James Odier, Charles Adolphe Demachy.
- 1808 - Dominique André (1766-1844) qui avait transféré le siège de la Banque André à Paris, s'associe à François Cottier, futur régent de la Banque de France, pour établir la Maison André, Cottier et Cie. À cette époque, Nicolas et François-Alexandre Seillière créent la Banque Seillière à Paris.
- 1818 - Naissance des Assurances générales de France, regroupant des sociétés d'assurance incendie, d'assurance vie et d'assurance maritime et agricole. James et Alphonse Mallet, Adolphe Marcuard puis Jean de Neuflize se succèdent à la présidence.
- 1820 - Dominique André investit dans la manufacture de porcelaine de Foëcy, alors en crise. Il relance la production avec succès.
- 1822 - Principal propriétaire du quartier Feydeau qui relie le Palais-Royal au boulevard des Italiens, La Maison Mallet investit et dirige les travaux des passages Boufflers et Choiseul, galeries commerciales abritant une centaine de boutiques qui préfigurent les grands magasins parisiens.
- De 1825 à 1855, Emilie Mallet (1794 - 1856), fille de Christophe-Philippe Oberkampf, propriétaire de la manufacture des Toiles de Jouy, et épouse de Louis Mallet, instaure des salles pour accueillir les enfants de Paris. À l'image des Infants school (en) de Londres, elles ont un caractère charitable et éducatif et préfigurent les écoles maternelles. Elle y œuvrera jusqu'à son décès. Lors des épidémies de choléra de 1832 et de 1849, Émilie Mallet transforme sa maison de la rue de Clichy et l'hôtel de Boufflers en hôpitaux improvisés. Elle développe des maisons pour les orphelins et personnes âgées sans famille. L'une de ses fondations, gérée plus tard par les Sœurs de Saint-Vincent-de-Paul, est devenue L'Œuvre des orphelins de Ménilmontant.
- 1828 - Inauguration du Théâtre Royal de l'Opéra-Comique, financé et construit par la Famille Mallet sur les terrains qui jouxtent le passage Choiseul, hérités par les dames Mallet, nées Oberkampf.
- De 1828 à 1855 - Début de l'aventure des omnibus parisiens qui contribuent à l'aménagement du paysage urbain auquel sont attachés les André et les Cottier qui adhèrent à l'esprit du saint-simonisme. Une vingtaine de compagnies de transport émergent dans les années 1840 : les « Excellentes », les « Tricycles », les « Dames Blanches », les « Favorites », les « Citadines », les « Parisiennes », les « Gazelles »... À la veille de l'Exposition universelle de 1855, Napoléon III décide de désencombrer Paris. La famille André participe à la création de la Compagnie générale des omnibus qui regroupe dix compagnies de transport urbain existantes. Ce sera le précurseur du réseau de bus parisien.
- 1836 - Les frères Eugène et Adolphe Schneider, avec l'aide du banquier François-Alexandre Seillière, rachètent les Forges du Creusot et les houillères voisines pour établir des aciéries. Les noms des Schneider et Seillière seront désormais associés au site industriel du Creusot qui contribuera au développement des armements et des chemins de fer français.
- 1838 - La Famille Mallet participe à l'essor des chemins de fer et des transports aux côtés de la Famille André. Ils contribuent à l'expansion des lignes Lille-Strasbourg-Bâle, Paris-Lyon et Paris-Orléans. La Famille André financent également le réseau métropolitain parisien à la fin du XIXe siècle.
- 1854 - Création de Mathieu, Hentsch et Cie, à l'origine de Odier Bungener et Cie (OBC).
- 1855 - Édification du Grand-Hôtel du Louvre, à l'occasion de L'Exposition universelle. Les Pereire, Mallet, André deviennent alors les promoteurs du « plus grand hôtel d'Europe » selon Napoléon III.
- 1857 - Création de la société Demachy, R. et F. Seillière. Elle se transformera en société en nom collectif Demachy et F. Seillière.
- 1863 - André de Neuflize (1820-1868), mari de la petite-fille de Dominique André, fait son entrée dans la Banque André.
- 1864 - Gustave Girod (1832-1892), futur associé de la Banque André, découvre Évian-les-Bains. Il entreprend de redresser la Société anonyme des eaux minérales de Cachat, née en 1859, en lançant la mise en bouteilles de l'eau de la source. En 1881, les banquiers parisiens Édouard Hentsch et Alfred André deviennent actionnaires majoritaires de la Société anonyme des eaux minérales d'Évian-les-Bains. Pendant près d'un siècle, les Girod et André, puis les Neuflize et les Schlumberger, seront associés à cette entreprise.
- 1890 - Robert Demachy se consacre durant 25 ans à la photographie. Défenseur de l'art photographique et chef de file du pictorialisme, il dirige le Photo-club de Paris ainsi que la Revue de photographie.
- 1891 - Création de Demachy et Cie.
- 1895 - Création de la banque André, Neuflize et Cie par Alfred André, Jean-Frédéric-André Poupart, André de Neuflize, Charles-Elie Ménage, Jules-Pierre Girod, Antoine-Léon Béchet et Louis Monnier.

### XXesiècle
- 1908 - Jean Schlumberger participe aux côtés d'André Gide et Jacques Copeau à la création de la Nouvelle Revue française (NRF). Romain Rolland, Paul Claudel, Valery Larbaud, Jacques Rivière figurent parmi ses premiers auteurs.
- 1913 - Le musée Jacquemart-André, legs de Nellie Jacquemart-André à l'Institut de France, est ouvert au public. Nélie Jacquemart était la veuve d'Édouard André, héritier de la Famille André, l'une des familles fondatrices de la Banque Neuflize OBC.
- 1919 - Création de la société en nom collectif MM. Schlumberger, Istel, Noyer qui deviendra la Banque Schlumberger et Cie. Véritable laboratoire financier, l'établissement élabore des instruments de gestion collective préfigurant les sociétés d'investissement à capital variable (SICAV) qui se généraliseront quelques décennies plus tard.
- 1920 - Les industries de la famille de Wendel - propriétaire de forges et d'aciéries en Lorraine depuis le XVIIIe siècle, atteignent l'apogée de leur activité au lendemain de la Première Guerre mondiale. Le groupe est géré par François de Wendel, également président du Comité des forges, régent de la Banque de France, député puis sénateur.
- 1925 - Conrad et Marcel Schlumberger créent MM. Schlumberger et Cie. Dès 1930, ils s'imposent comme experts dans le recueil, l'analyse et la diffusion de l'information financière et économique. Ils créent également la Société de prospection électrique qui deviendra la multinationale Schlumberger Ltd.
- 1930 - Maurice Schlumberger et André Istel éditent la revue financière French Bulletin.
- 1945 - Création de Neuflize Schlumberger et Cie, née de la fusion des banques Neuflize[5] et Schlumberger.
- 1947 - Jacqueline Mallet, infirmière de la Croix Rouge pendant la guerre de 1914-1918 et attachée au ministère de la Santé publique de 1939 à 1945, lance la Fondation Mallet pour le handicap, reconnue d'utilité publique.
- 1960 - François Propper, associé depuis 1954 à Jean Courvoisier, est l'artisan de la fusion des banques Odier Bungener et Courvoisier (deux maisons de banque protestantes). La banque Odier Bungener Courvoisier (OBC) est née.
- 1966 - Fusion de la Banque de Neuflize, Schlumberger et Cie et de la Banque Mallet Frères et CIe. Naissance de MM. de Neuflize, Schlumberger, Mallet et Cie (NSM et Cie).
- 1969 - NSM et Cie est transformée en société anonyme. Neuflize, Schlumberger, Mallet S.A. devient un holding et la Banque de Neuflize Schlumberger, Mallet, la société exploitante.
- 1977 - Prise de participation majoritaire du groupe ABN dans la Banque NSM qui fusionnera en 1980 avec la Banque Jordaan, filiale d'ABN.
- 1990 - Création de la compagnie d'Assurance vie et de capitalisation, NSM Vie, par la Banque NSM, en partenariat avec AXA. Naissance du premier assureur patrimonial en France.
- 1991 - Fusion d'ABN et d'AMRO.
- 1994 - Achat de la Banque OBC par ABN AMRO.
- 1997 - NSM Vie crée la Fondation d'entreprise Neuflize Vie qui vient pérenniser son engagement pour le rayonnement de la photographie contemporaine. C'est le début de la Collection Neuflize Vie.
- 1998 - création de AAA (Asset Allocation Advisors), entité de la Banque NSM qui devient une référence dans la sélection de fonds externes. Elle regroupe les meilleurs OPCVM (Organismes de placement collectif en valeurs mobilières).
- 1999 - Création de la Banque NSMD qui réunit la Banque NSM (qui avait fusionné en 1998 avec la Banque du Phénix) et la Banque Demachy.

### XXIesiècle
- 2003 - Création de la Banque NSM Entreprises consacrée aux entreprises patrimoniales.
- 2004 - La banque NSMD devient Banque de Neuflize.
- 2006 - fusion des banques de Neuflize et OBC, qui donne naissance à la Banque Neuflize-OBC.
- 2009 - Neuflize OBC participe au capital de Babyloan, premier organisme français de microcrédit solidaire en ligne. La banque gère les actifs d'environ 900 fondations, associations et ONG au sein de son pôle Fondations et Associations.
- 2009 - Fusion de la Banque Neuflize OBC et de Neuflize OBC Entreprises au sein de la Banque Neuflize OBC et réunion des banquiers entreprises et banque privée au sein d'une même direction commerciale.
- 2009 - Le ministère de la Culture et de la Communication décerne le titre de Grand mécène à la Banque Neuflize OBC ainsi qu'à sa compagnie d'assurance-vie.
- 2010 - Neuflize OBC réorganise son pôle de gestion financière avec la création des sociétés de gestion Neuflize OBC Investissements et Neuflize Private Assets.
- 2013 - Neuflize OBC fonde un département cinéma et audiovisuel via la société CinéFrance[6], créée pour l'occasion et présidée par Étienne Mallet.